# Konståkning vid olympiska sommarspelen 1920 – Singel herrar
- Hölls 25-27 april 1920 i Palais de Glace d'Anvers.

Det var nio deltagare från sex nationer. Gillis Grafström vann OS-guld.

## Medaljer
| Gren          | Guld                   | Silver              | Brons                |
| Singel herrar | Gillis Grafström (SWE) | Andreas Krogh (NOR) | Martin Stixrud (NOR) |

## Resultat
| Plats | Utövare            | Totalpoäng |
| ----- | ------------------ | ---------- |
| 1     | Gillis Grafström   | 2 838,50   |
| 2     | Andreas Krogh      | 2 634,00   |
| 3     | Martin Stixrud     | 2 561,50   |
| 4     | Ulrich Salchow     | 2 472,50   |
| 5     | Sakari Ilmanen     | 2 458,00   |
| 6     | Nathaniel Niles    | 2 032,00   |
| 7     | Basil Williams     | 2 005,50   |
| 8     | Alfred Mégroz      | 1 976,25   |
| 9     | MacDonald Beaumont | 1 838,25   |

Huvuddomare:
- Victor Lundquist

Domare:
- August Anderberg
- Louis Magnus
- Max Orban
- Knut Ørn Meinich
- Herbert Yglesias
- Edourd Delpy
- Walter Jakobsson